# De concordantia catholica
Die Schrift De concordantia catholica (lateinisch.: „Über die allumfassende Eintracht“) war das erste große Werk des Nikolaus von Kues, das er 1433 dem Konzil von Basel vorlegte. Es besteht aus drei Einzelbüchern (libri tres). Das erste enthält eine Ekklesiologie, das zweite eine Konzilstheorie, das dritte den Vorschlag für eine Verfassungsreform des Heiligen Römischen Reiches. Buch III geht eine längere Vorrede (prooemium) voraus, in dem er Teile seiner Naturrechtslehre und Staatsphilosophie darlegt. Dieses Werk enthält die bekannteste Staatstheorie des Spätmittelalters. Buch II und III sind  ideengeschichtlich auch bedeutsam für den Parlamentarismus und die repräsentative Demokratie.
Für die Reform der Kirche vertritt der Verfasser den Vorrang des Konzils vor dem Papst (Konziliarismus) bei Wahrung der Unabhängigkeit der Institution des Papsttums.